# Каменный цветок (памятник)

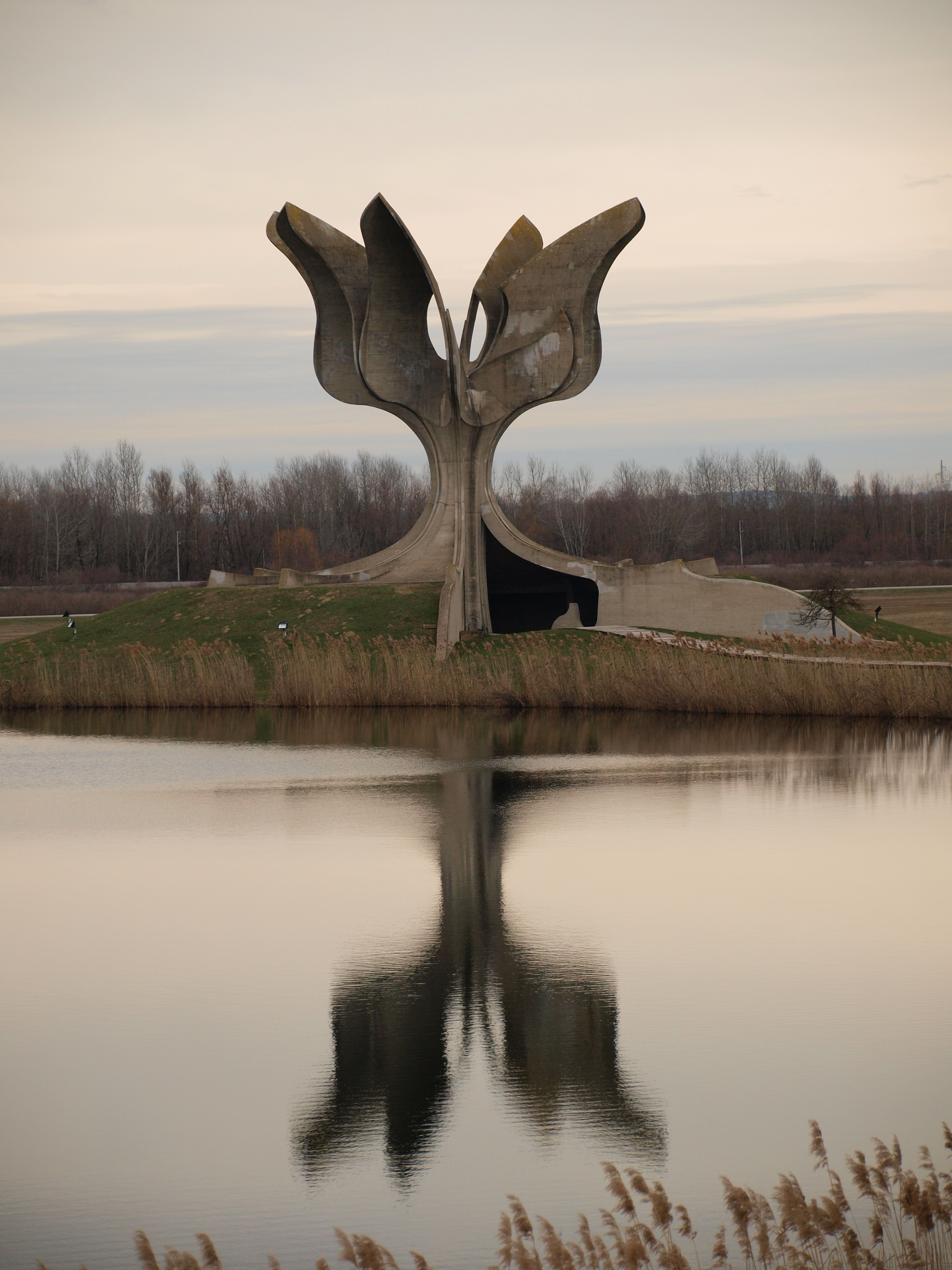

Памятник Каменный цветок создан в районе крематория бывшего концентрационного лагеря Ясеновац в память о его жертвах. Скульптура является одной из самых знаменитых работ югославского архитектора Богдана Богдановича. Открыт в 1966 году.
Мемориал представляет собой железобетонную конструкцию. Она представляет собой шестилепистковый абстрактный цветок. Под основанием цветка находится мемориальное помещение, на северной стене которого находится мемориальная табличка со стихами из поэмы хорватского поэта-антифашиста Ивана Горана Ковачича «Яма», написанной как протест против насилия войны.
Замысел автора памятника был в том, чтобы не повторять ужасы, которые происходили на месте бывшего концлагеря, а чтобы наполнить пространство. Богданович хотел создать знак примирения, прекращения межнациональной кровной мести.